# Rue Préault
La rue Préault est une voie du 19e arrondissement de Paris, en France.

## Situation et accès
La rue Préault est une voie publique située dans le 19e arrondissement de Paris. Elle débute au 54, rue Fessart et se termine au 31, rue du Plateau.

## Origine du nom

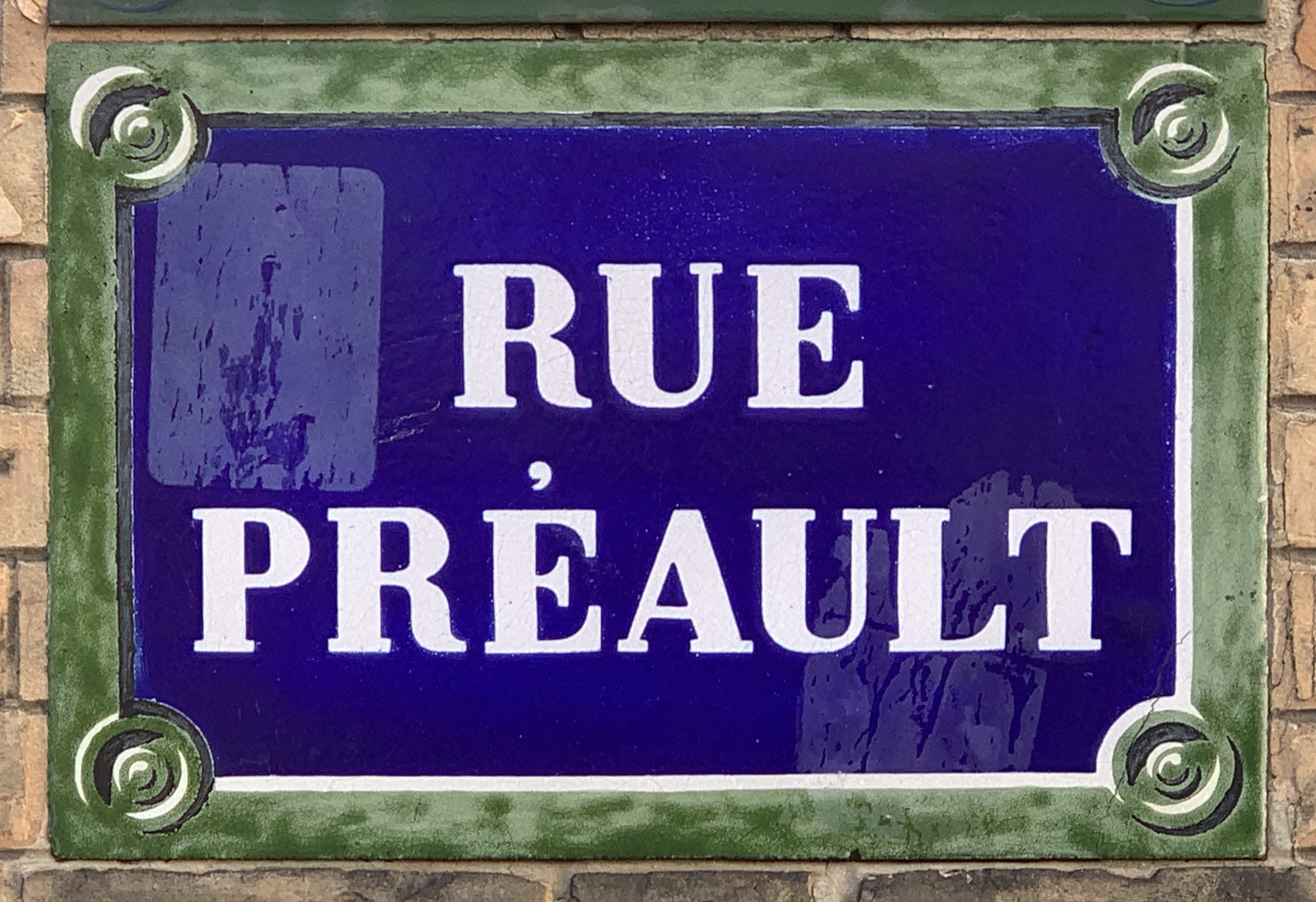
Plaque de la rue.

Elle porte le nom du sculpteur Auguste Préault (1809-1879). 

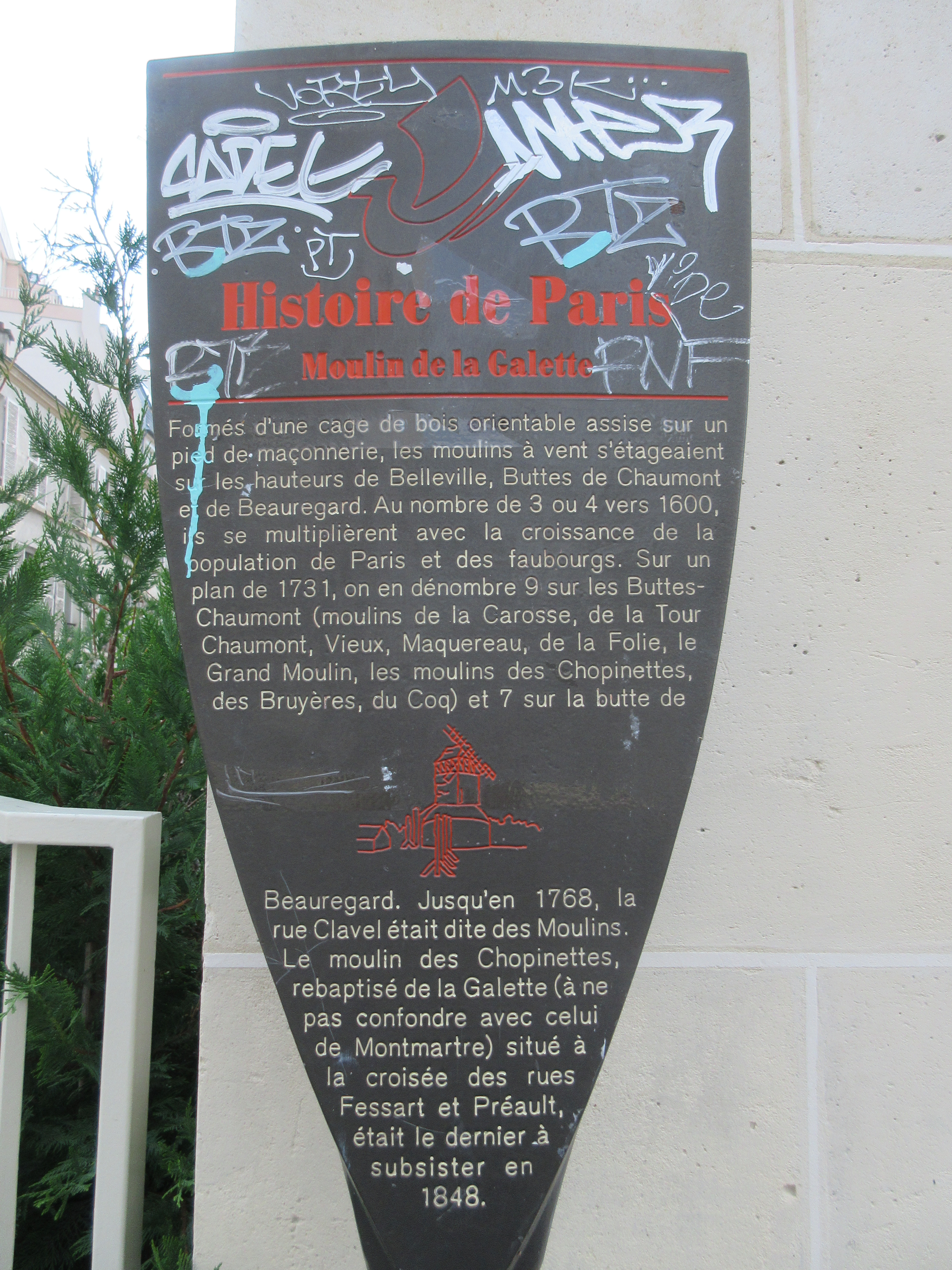
Panneau Histoire de Paris
« Moulin de la Galette »

## Historique
Cette rue fut détachée de la rue du Plateau par un arrêté du 30 août 1884. 